# Maison tournante de Wavre
La Maison tournante de Wavre (également appelée ‘Maison orientable’) est une habitation circulaire dont un mécanisme permet d’orienter la pièce principale de telle sorte que celle-ci reste exposée de manière permanente aux rayons du soleil en hiver ce qui permet une économie de chauffage, ou bien de l'orienter à l'ombre pour un peu de fraîcheur en été. Elle fut construite en 1958 à proximité de la route nationale 4, à la sortie de la ville de Wavre (Belgique). C'est la première maison tournante au monde qui peut tourner sans devoir faire demi-tour.

## Histoire
L’idée d’une habitation tournant sur elle-même n’est pas neuve. De même que des moulins tournent pour être orientés suivant la direction du vent, il est envisagé dès la fin du XIXe siècle d’appliquer un principe semblable aux lieux d’habitation. L’objectif est de faire profiter au maximum une pièce choisie des périodes d’ensoleillement ou d'ombre de la journée. Des premiers essais furent faits au début du XXe siècle, et repris par après sans jamais susciter d’engouement populaire.
François Massau (1905-2002), un négociant en charbon verviétois, choisit Wavre pour édifier la première maison orientable de Belgique. Il construit lui-même cette maison avec l'aide de ses fils, dans les années 1950. Elle est inaugurée en avril 1958, quelque temps avant l’exposition universelle de Bruxelles. Comme les autres « maisons orientables », celle-ci suscite de l'intérêt et reçoit de nombreux visiteurs, mais elle n'est pas reproduite ailleurs.
La première maison tournante est édifiée en bordure de la route Nationale 4. En 2012, la végétation empêche de la voir depuis la voie publique. Une deuxième maison est construite sur le même principe juste à côté. En 2011, elle est bien visible et affectée à une activité de soins de beauté. Une troisième est construite à Malonne en région Namuroise.
François Massau vend sa maison en 1965. La maison tournante héberge aujourd’hui une habitation et un Institut commercial de beauté. Plus que cinquantenaire, la maison tournante de Wavre attire encore architectes, curieux et touristes, mais n’a pas fait d’émule.

## Principe technique
Une base de béton est entourée d’un rail circulaire en acier que parcourent des roues mues par un moteur électrique de faible puissance 1/3 de cheval. Les roues supportent un plateau mobile sur lequel se trouve le corps de logis (sans étages), composé de sept pièces. L’ensemble tourne comme un carrousel. Une rotation d'un tour complet prend une heure et demie.
Au centre, autour d’un axe vertical immobile, se trouvent les pièces de service. En sous-sol, les garages et caves de même surface que l'habitation. Le toit également immobile est soutenu par quatre colonnes en béton.